# Jaime Villarroel Rodríguez

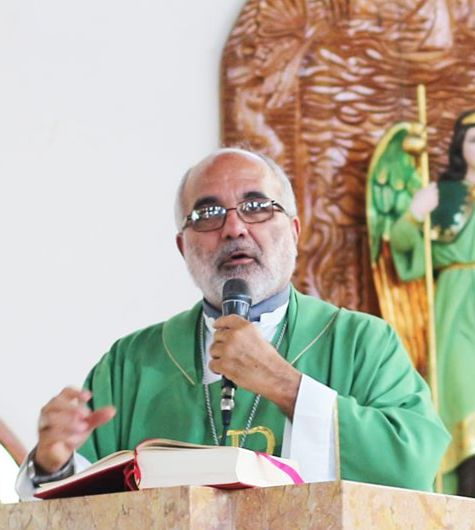
Jaime Villarroel Rodríguez, 2019

Jaime Villarroel Rodríguez (* 17. Mai 1962 in Porlamar) ist ein venezolanischer Priester und Bischof von Carúpano.

## Leben
Jaime Villarroel Rodríguez empfing am 30. Juli 1993 die Priesterweihe. Papst Benedikt XVI. ernannte ihn am 10. April 2010 zum Bischof von Carúpano.
Die Bischofsweihe spendete ihm der Bischof von Maracay, Rafael Ramón Conde Alfonzo, am 26. Juni desselben Jahres; Mitkonsekratoren waren Jorge Anibal Quintero Chacón, Bischof von Margarita, und Enrique Pérez Lavado, Bischof von Maturín.